# Ferdinand III (empereur du Saint-Empire)
Pour les articles homonymes, voir Ferdinand III.
Ferdinand Ernest de Habsbourg, dit Ferdinand III, né le 13 juillet 1608 à Graz, dans le duché de Styrie, et mort le 2 avril 1657, à Vienne. Il est roi de Hongrie (1625), roi de Bohême (1627), roi des Romains (1636), archiduc d'Autriche (1637) et empereur élu du Saint-Empire romain germanique (1637).

## Famille
Petit-fils de Charles II de Styrie, archiduc d'Autriche intérieure, et de Marie-Anne de Bavière, Ferdinand est le troisième fils de Ferdinand II (1578-1637), empereur élu du Saint-Empire, et de Marie-Anne de Bavière (1574-1616).
Sa mère est la fille de Guillaume V le Pieux (1548-1626), duc de Bavière, et de Renée de Lorraine (1544-1602).
Ses deux frères aînés, Charles (1603-1603) et Jean-Charles (1605-1619) meurent prématurément et c'est à l'âge de 11 ans qu'il devient l'héritier présomptif de la couronne impériale.

## Archiduc héritier puis roi des Romains
L'année 1619 marque un tournant majeur, tant pour la maison de Habsbourg que pour l'Empire. La guerre de Trente Ans, entamée l’année précédente, ravage déjà les États membres du Saint-Empire romain. 
Le 20 mars, l'empereur Mathias Ier meurt sans descendance masculine après avoir désigné comme successeur son cousin Ferdinand, duc de Styrie, qui est élu Empereur du Saint-Empire romain germanique sous le nom de Ferdinand II.
Le 26 décembre, l'archiduc Jean-Charles, fils aîné de l'empereur  Ferdinand II, disparaît à l'âge de treize ans. Son frère, Ferdinand Ernest, devient à son tour archiduc héritier. Il est âgé de onze ans. 
Éduqué et instruit dans la religion catholique par les Jésuites, c'est tout naturellement que le prince se range du côté impérial contre les protestants et les adversaires de sa maison.
Conformément à la politique d'alliance entre les deux branches de la maison de Habsbourg, l'archiduc héritier épouse en 1631 sa cousine l'infante d'Espagne Marie-Anne d'Autriche, fille cadette du feu roi Philippe III d'Espagne et de la feue archiduchesse Marguerite d'Autriche et sœur du roi Philippe IV d'Espagne ( qui règne depuis 1621) et de la reine de France Anne d'Autriche. Les risques de la consanguinité étaient alors ignorés et les mariages des princes soumis aux contraintes de la politique.
En 1634, il bat les Suédois à la bataille de Nördlingen en compagnie de son cousin espagnol, Don Fernando (le cardinal-infant), et assisté du général Matthias Gallas. Il participe à la négociation du traité de Prague, l'année suivante.
Pour un article plus général, voir Guerre de Trente Ans.
Le 22 décembre 1636, Ferdinand est élu roi des Romains. Dans les faits, s'il ne meurt pas avant son père, lui aussi, il est dès lors tout désigné pour être le prochain empereur du Saint-Empire.

## Empereur du Saint-Empire
Le 15 février 1637, Ferdinand II meurt à son tour, incapable d'avoir pu régler le conflit entamé sous le règne de son cousin. Ferdinand Ernest de Habsbourg est élu Empereur du Saint-Empire romain sous le nom de Ferdinand III.
Malgré son désir d'aboutir à une paix rapide, il poursuit la guerre durant les onze années qui suivent. Le fait de combattre des ennemis nombreux (notamment les Suédois, commandés par le général Carl Gustaf Wrangel, et leurs alliés français menés par Baner, Turenne et le Grand Condé), occasionne de nombreux revers qui affaiblissent progressivement l'Empire et la dynastie.
Veuf en 1646, il se remarie avec l'une de ses cousines autrichiennes, l'archiduchesse Marie-Léopoldine qui meurt dès l'année suivante en mettant au monde un fils, qui , en tant que cadet, est promis à l'Eglise. 
Après trois décennies de combat, l'Autriche et le parti catholique sont vaincus, l'empereur signe les traités de Westphalie et de Münster avec la France, ainsi que le traité d'Osnabrück avec la Suède, le 24 octobre 1648. C'est la fin de la guerre de Trente Ans.
L'Empire échappe à la tentative de centralisation de l'empereur, et la maison de Habsbourg perd de son influence sur l'ensemble des États-membres. De plus, il est contraint d'abandonner tout soutien à son cousin, Philippe IV le Grand (1605-1665), roi d'Espagne, désormais seul face aux armées françaises.
L'empereur parvient néanmoins à conserver le principe électif du trône impérial au sein de sa famille., 
Il se remarie en 1651 à une princesse Italienne Éléonore de Gonzague qui lui donne trois filles et un fils. 
Il fait  élire et couronner son fils aîné, l'archiduc Ferdinand François, roi des Romains, en 1653. Conformément à la politique d'alliance entre les deux branches de la maison de Habsbourg, Le jeune roi est fiancé à sa cousine Espagnole Marie-Thérèse d'Autriche. Malheureusement, il meurt l'année suivante à l'âge de 21 ans.
Le 11 février 1657, la jeune impératrice met au monde un fils qui reçoit, comme son père et son frère aîné défunt, le prénom de Ferdinand. L'empereur meurt le  2 avril suivant à Vienne, laissant à son fils, Léopold, âgé de 16 ans, une situation complexe et un Empire vulnérable.

## Alliances et postérité
Le 26 janvier 1631, il épouse sa cousine Marie-Anne d'Autriche (1606-1646), infante d'Espagne, fille de Philippe III, roi d'Espagne et de Portugal, et de Marguerite d'Autriche-Styrie. Ils ont six enfants :
- Ferdinand-François, né le 8 septembre 1633 et mort le 9 juillet 1654, roi des Romains en 1653 ;
- Marie-Anne d'Autriche, née le 22 décembre 1634 et morte le 16 mai 1696. Elle épouse en 1649 son oncle, Philippe IV le Grand, roi d'Espagne (1605-1665) ;
- Philippe-Auguste, né le 15 juillet 1637 et mort le 22 juin 1639 ;
- Maximilien-Thomas, né le 21 décembre 1638 et mort le 29 juin 1639 ;
- Léopold, né le 9 juin 1640 et mort le 5 mai 1705. Il lui succède à la tête du Saint-Empire sous le nom de Léopold Ier ;
- Marie, née et morte le 13 mai 1646

Le 2 juillet 1648, il épouse Marie-Léopoldine d'Autriche (1632-1649) fille de Léopold V d'Autriche-Tyrol, comte et électeur du Tyrol et de Claude de Toscane. Ils ont un enfant :
- Charles-Joseph, né le 7 août 1649 et mort le 27 janvier 1664, évêque d'Olmütz.

Le 30 avril 1651, il épouse Éléonore de Nevers-Mantoue (1630-1686), fille de Charles II de Nevers-Mantoue, duc de Mayenne et de Marie de Mantoue. Ils ont quatre enfants  :
- Thérèse-Marie-Josèphe, née le 27 mars 1652 et morte le 26 juillet 1653 ;
- Éléonore, née le 21 mai 1653 et morte le 17 décembre 1697. Elle épouse en 1670 Michał Wiśniowiecki (1640-1673) roi de Pologne. En 1678, elle épouse Charles V duc de Lorraine (1643-1690) ;
- Marie-Anne-Josèphe, née le 30 décembre 1654 et morte le 4 avril 1689. Elle épouse en 1678 le prince-électeur palatin Jean-Guillaume de Neubourg-Wittelsbach (1658-1718) ;
- Ferdinand, né le 11 février 1657 et mort le 16 juin 1658

## Ascendance

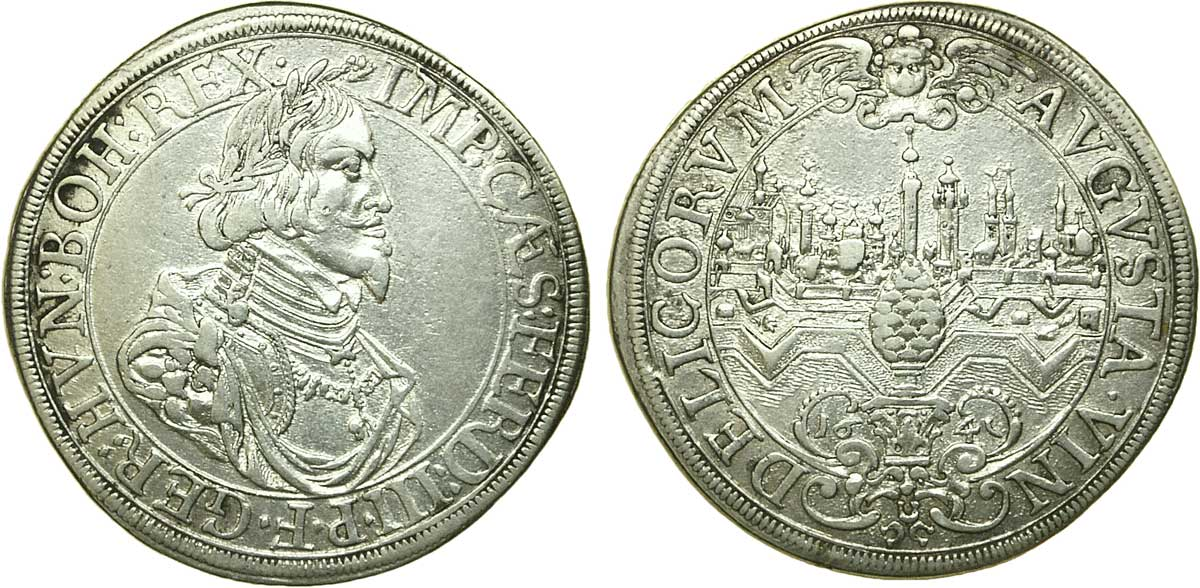
Thaler d'Augsbourg à l'effigie de Ferdinand III, 1641. Description revers : Vue de la ville d’Augsbourg sous un ange ; une pomme de pin sur une colonne accosté du millésime 1641 contenu dans un fleuron.